# Nestiveqnen
Nestiveqnen ist ein französischer Verlag mit Sitz in Aix-en-Provence, der Fantasy-, Fantastique- und Science-Fiction-Romane veröffentlicht. Er wurde 1994 gegründet.
Der Verlag gibt das Magazin Faeries („Feen“) heraus.

## Werke der Fantastik (Auswahl)
- Cédric d’O’Kerville: Tuac Mac Gulan, l’Appel des Cornemuses.
- Philippe Monot: Frère Aloysius et le petit prince.
- Catherine Dufour: Cycle Quand les dieux buvaient.
- Jérôme Noirez: Cycle Féerie pour les ténèbres.
- Louise Cooper: Notre reine des neiges.
- Claire Panier-Alix: Cycle Chronique insulaire.
- Charlotte Bousquet: Cycle Le cœur d’Amarantha.
- Gillian Bradshaw: Cycle La légende arthurienne.
- Nicolas Cluzeau: Cycle Le dit de Cythèle.
- Didier Quesne: Magicienne.
- Jour de l’an 1000. Recueil de nouvelles.

## Werke der fantastique (Auswahl)
- Mélanie Fazi: Trois pépins du fruit des morts.
- Claude Ecken: Les hauts esprits.
- Alain Delbe: Le complexe de Médée.
- Daniel Walther: Baba Yaga.
- Manou Chintesco: Les compagnons d'Hela.
- Gilbert Millet: Le déchant.
- Guillaume Roos: La Légende de Billy Ray et autres contes fantastiques.
- Jour de l’an 2000. Recueil de nouvelles.
- Fabienne Leloup: Soie sauvage.

## Werke der Science Fiction (Auswahl)
- Roland C. Wagner: Musique de l’énergie.
- Luc Verdier: L’éveil de Katal.
- Laurent Kloetzer: Réminiscences 2012.
- Jour de l’an 3000. Recueil de nouvelles.
- Cyril Durr: Le Sang des Héros.

## Ausgaben der ZeitschriftFaeries(Feen)
- Faeries. Nr. 1, Spécial: J. R. R. Tolkien
- Faeries. Nr. 2, Spécial: Peter S. Beagle
- Faeries. Nr. 3, Spécial: Kristine Kathryn Rusch und Lanfeust de Troy
- Faeries. Nr. 4, Spécial: Jack Vance
- Faeries. Nr. 5, Spécial: Robert E. Howard
- Faeries. Nr. 6, Spécial: Pierre Grimbert, Michel Pagel, Nicolas Cluzeau und Laurent Kloetzer
- Faeries. Nr. 7, Spécial: H. P. Lovecraft und Clark Ashton Smith

## Kunstbücher
- John Howe, David Queille: John Howe Artbook.
- Faeries Artbook. L’Anthologie des chefs-d’Oeuvre de la Fantasy. Band 1. 2008, ISBN 978-2-915653-39-7.

## Spiele
- Hystoire de fou